# Кэмпбелл, Джорджин
Джорджин Кэмпбелл (англ. Georgine Campbell; 1861—1931) — американская художница.
Специализировалась на миниатюрной портретной живописи.

## Биография
Родилась в 1861 году в Новом Орлеане, штат Луизиана. Она была дочерью доктора Джорджа Вашингтона Кэмпбелла (George Washington Campbell), имеющего шотландские корни. Её отец был одним из самых богатых и влиятельных людей на Юге США, где жила семья во времена индейского вождя Оцеолы и Президента США Джексона.
В юности Джорджин училась у Франсуа Бернара (1812—1875), который жил и работал между Новым Орлеаном и Парижем. Позже Джорджин Кэмпбелл тоже училась в Париже под руководством Федерико Мадрасо, которому она приписывала большую часть своих успехов. За время её отсутствия в США плантации отца трижды оказывались под водой, и, вернувшись, она обнаружила, что огромное поместье превратилось в болото, а отец в разгар этой беды умер.
После смерти отца Джорджин необходимо было обеспечивать себя самостоятельно, и она обратилась к живописи. Её первые заказы были из Сент-Луиса, после чего она решила приехать в Нью-Йорк с несколькими сотнями долларов в кармане и тремя рекомендательными письмами. Дело у художницы пошло. Она жила в отеле, пока не купила дом на Мэдисон-авеню, затем переехала со своими матерью и сестрой в квартиру с видом на Центральный парк.
Джорджин Кэмпбелл создавала миниатюрные портреты, в их числе — портрет Президента США Улисса Гранта и американского финансиста Генри Флаглера. К концу жизни такая работа стала сказываться на зрении, и она чередовала миниатюры с полноценными большими портретами.
Выставляла свои работы на выставках World Cotton Centennial в Новом Орлеане в 1883 и 1884 годах. В настоящее время некоторые работы художницы являются частью коллекции Смитсоновского института в Национальной портретной галереи.
Умерла в 1931 году в Вашингтоне.
- Некоторые работы